# Synagoga Duża w Gorlicach
Synagoga Duża w Gorlicach – synagoga znajdująca się w Gorlicach przy ulicy Piekarskiej 3, dawniej zwanej Bożniczą. Była największą z trzech ważniejszych synagog w mieście.

## Historia
Synagoga została zbudowana w XVIII wieku. W pierwszej połowie XIX wieku ze względu na gwałtowny wzrost liczby członków lokalnej gminy żydowskiej, do synagogi dostawiono płytką przybudówkę, mieszczącą na parterze babiniec, do którego prowadzi klatka schodowa umieszczona w skrajnym, jeszcze płytszym paśmie. W 1874 roku synagoga spłonęła, po czym została odbudowana. Wówczas wykonano nowe polichromie, prawdopodobnie ujednolicono wystrój obu elewacji oraz prawdopodobnie wprowadzono do głównej sali modlitewnej sklepienie kolebkowe na gurtach.
Podczas II wojny światowej wnętrze synagogi zostało zdewastowane przez hitlerowców i pod koniec września 1939 roku zamienione na stajnię. Po zakończeniu wojny budynek był użytkowany jako magazyn, natomiast w 1967 roku został adaptowany na piekarnię mechaniczną, która mieści się w nim nadal. Wówczas sala główna została wtórnie podzielona stropem oraz zniszczono całkowicie bardzo dobrze zachowaną dekorację zewnętrzną i cenne polichromie wewnątrz synagogi. Ocalało jedynie sklepienie kolebkowe na gurtach.
Na ścianie synagogi znajduje się tablica pamiątkowa upamiętniająca około 2500 Żydów zamordowanych podczas okupacji przez Niemców. Jej treść brzmi: „Dla upamiętnienia masowych egzekucji i eksterminacji Żydów w naszym powiecie w latach 1939-1945. Fundator PSS w Gorlicach”.

## Architektura
Murowany budynek synagogi pierwotnie składał się z sali głównej na parterze, z przedsionka oraz babińca nad nim. Obecnie składa się z korpusu głównego, przybudówki mieszczącej salę dla kobiet oraz przybudówki mieszczącej klatkę schodową, które posiadają jedną, ujednoliconą fasadę.
Pierwotnie nad wejściem głównym znajdowała się mauretańska supraporta, w której znajdował się kwiat otoczony przez hebrajski napis: בית הכנסת (trl. bejt ha-kneset), co znaczy „synagoga”. Nad wejściami bocznymi prowadzącymi na babiniec i klatkę schodową istniały półkoliste supraporty, we wnętrzu których znajdowały się tablice Dekalogu, otoczone wiciami roślinnymi. Fasada od strony północno-zachodniej posiadała delikatne boniowanie ściany parteru, ozdobną listwę rozdzielającą kondygnacje (taka sama znajdowała się w obramieniu supraporty głównego wejścia), wypukły ornament wypełniający powierzchnię ściany między oknami drugiej kondygnacji, ornamentyczne obramienia wszystkich otworów okiennych, po bokach których (a także drzwi) znajdowały się półkolumienki o roślinnych kapitelach. Fasada od strony południowo-zachodniej posiadała boniowanie parteru, skromne podziały elewacji przy użyciu delikatnych listew, roślinne obramienia okien, ornament wypełniający pola ponad oknami, a także obiegający obydwie elewacje fryz i gzyms.
W głównej sali modlitewnej znajdowały się pseudobarokowe ornamenty oraz kolorowe polichromie, które dr Eleonora Bergman w książce Nurt mauretański w architekturze synagog Europy Środkowo-Wschodniej w XIX i na początku XX wieku nazywa „dość naiwnymi”, ze względu na ich popularność w wystroju malarskim synagog. Były to m.in. umieszczone na sklepieniu w kręgu znaki zodiaku, ujęte w roślinne obramienia, a także instrumenty muzyczne. W polach pomiędzy arkadami umieszczono imiona wszystkich pokoleń Izraela oraz widoki z Ziemi Świętej, w obramieniu uproszczonych malowanych dywaników. W podłuczach, na gurtach i w pseudokasetonach umieszczone były na przemian gwiazdy Dawida oraz pseudorenesansowe rozetki.